# Bandipur

Bandipur (devanāgarī: बन्दीपुर) är en kommun i distriktet Tanahun i provinsen Gandaki i Nepal, 147 kilometer från huvudstaden Kathmandu. Vid Nepals folkräkning 2001 hade kommunen 15 591 invånare, och 2011 hade siffran stigit till 20 011 invånare. Nepal planerar en ny folkräkning i juni 2021.

## Geografi
Kommunen har en yta på 101,53 kvadratkilometer och består i huvudsak av fyra samhällen, Bandipur, Ghasikuwa, Bimalnagar, Jhaar Gaun och Keshavtar samt flera mindre rurala byar. Kommunen är en populär turistdestination och nära Bimalnagar finns bland annat grottan Siddha Gufa och i huvudorten Bandipur finns en välkänd bazaar, samt flera hinduiska tempel som Bhattarai (भट्टराई कुलदेवी), Thani mal, Tindhara, Khadga devi, Mahalaxmi och Bindabyasini.
Kommunen Bandipur har två vattendrag, Marchyangdifloden i norr precis vid gränsen mot kommunen Bhanu, och floden Seti Gandaki som rinner väst till öst i den södra delen av kommunen. En biflod till Seti Gandaki, Dharampani rinner även nordost in mot kommunen innan den återansluter till Seti Gandaki några kilometer längre österut. Det finns även andra mynningar till mindre bifloder in i kommunen som används av lokalbefolkning till jordbruk. Större delen av kommunen kan anses tillhöra bergskedjan Mahābhārat, en del av Himalaya.

## Demografi
De flesta invånarna tillhör folkgruppen newar,  Nepals femte eller sjätte största folkgrupp sett till antal med över en miljon människor. Newarifolket härstammar från Katmandudalen och följer både buddhismen och hinduismen. Newarer talar det tibetoburmanska språket newari men förstår ofta även nepali.

## Transport
Bussar går dagligen till centrala Bandipur från huvudstaden Katmandu enligt tidtabell, och resorna tar ungefär 5 timmar. Närmsta trafikerade flygplats är Pokhara flygplats i Pokhara, Nepals näst största stad. Därifrån är det 79,4 kilometer till Bandipur och bussresorna tar cirka tre timmar.

## Bildgalleri

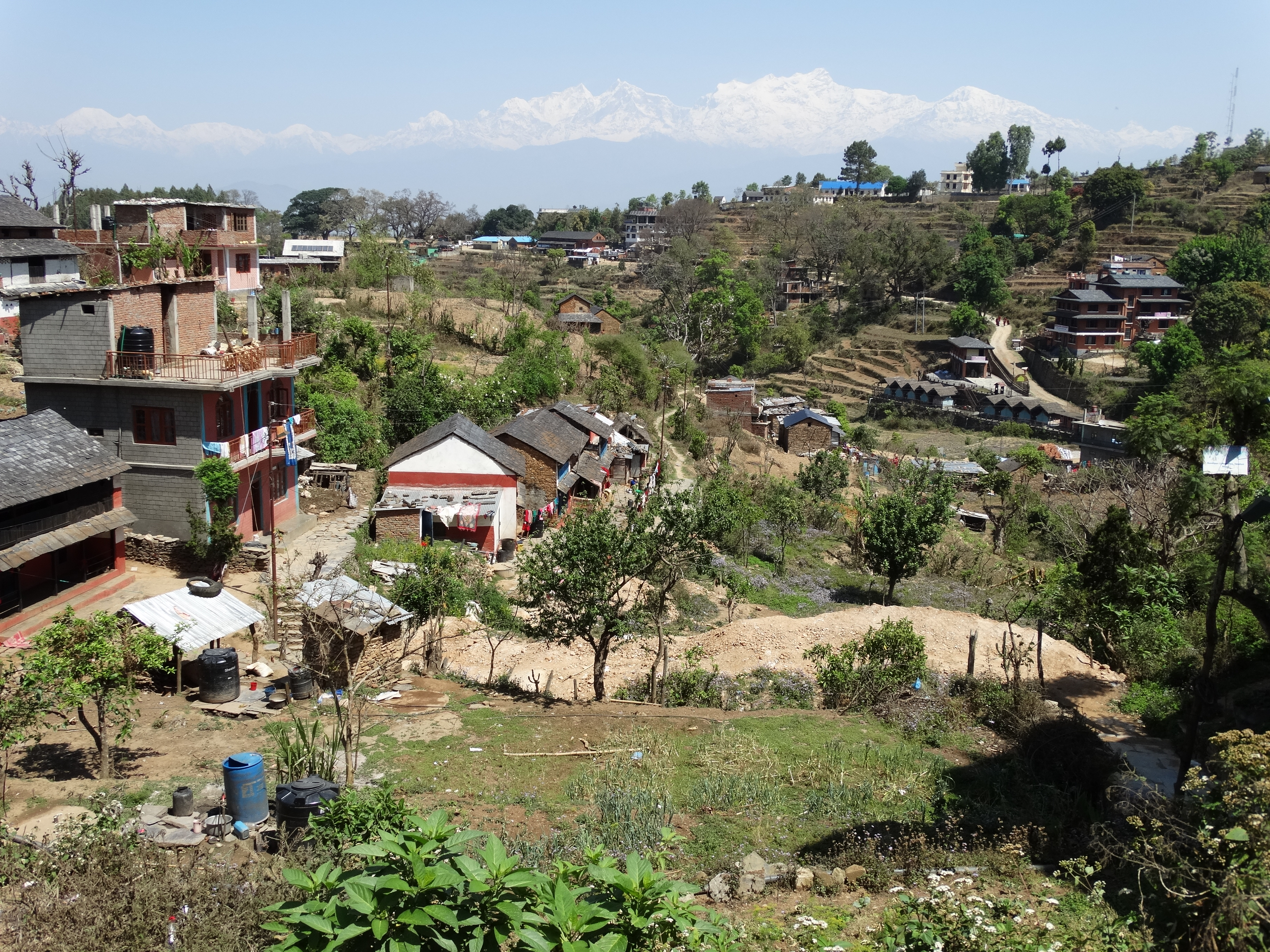
Småbyar utanför huvudorten Bandipur, berget Annapuma skymtas i bakgrunden.
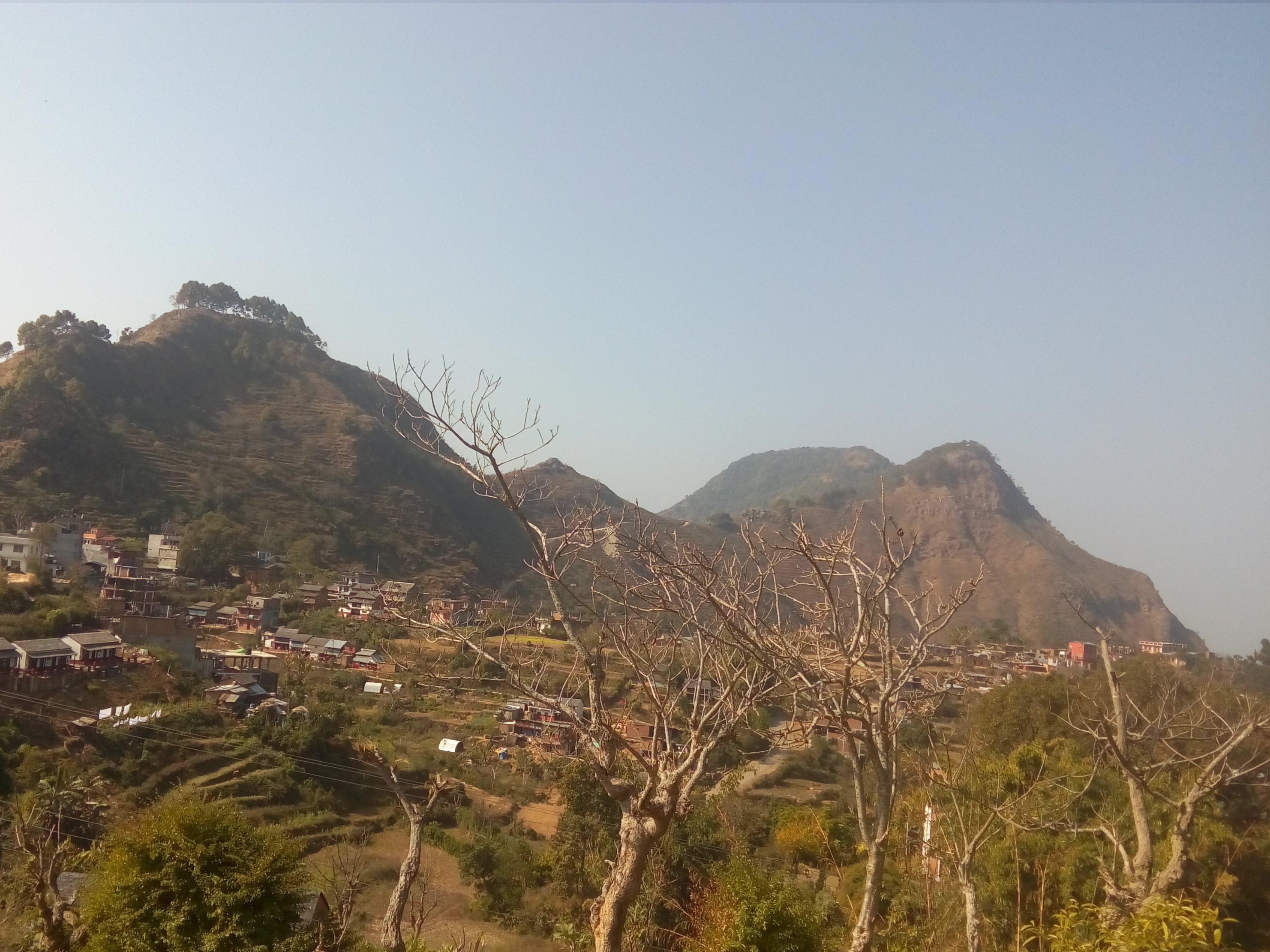
Bandipur med omgivande landskap.
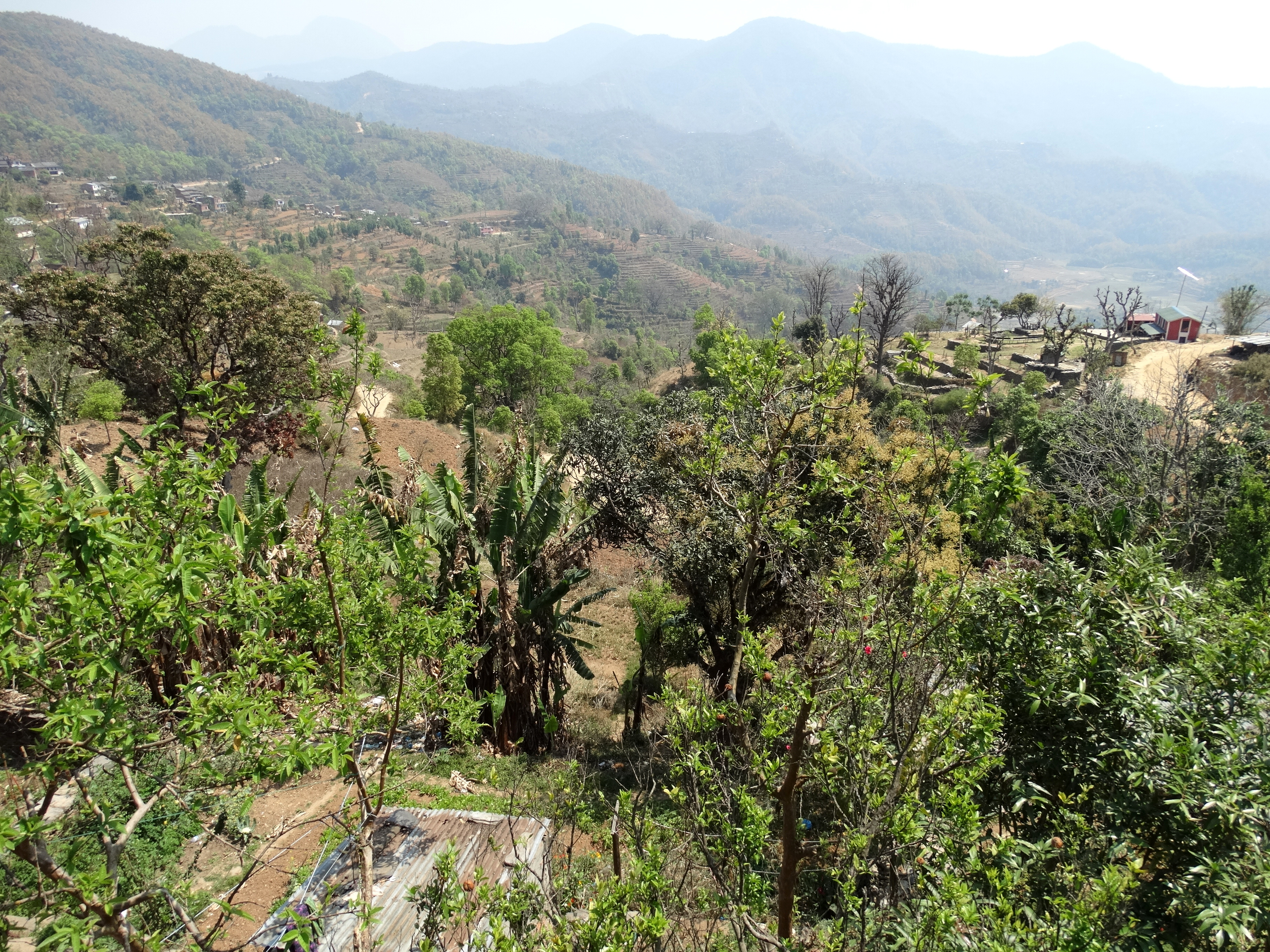
Vy från en utsiktspunkt nära Bimalnagar.
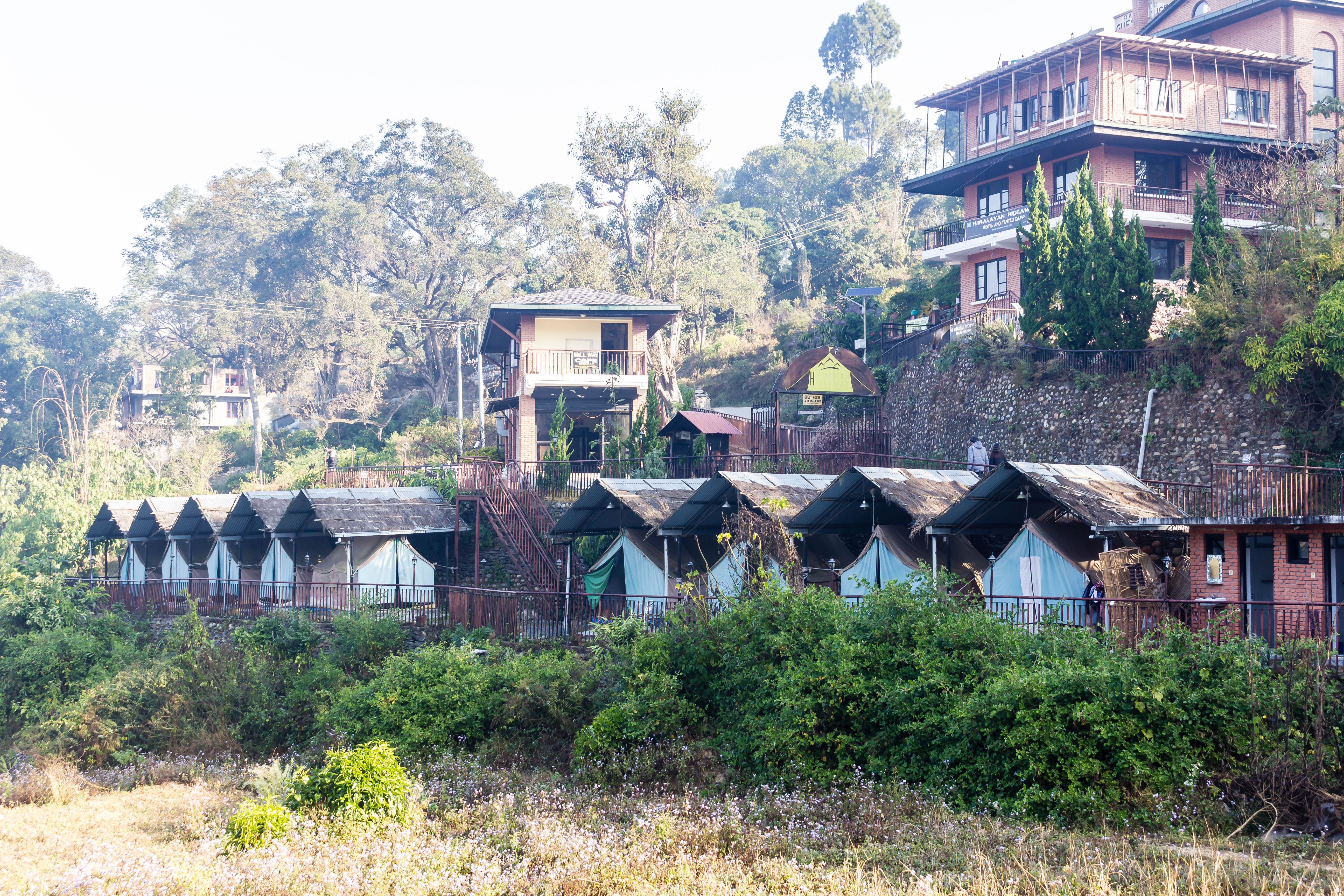
Rural bebyggelse.
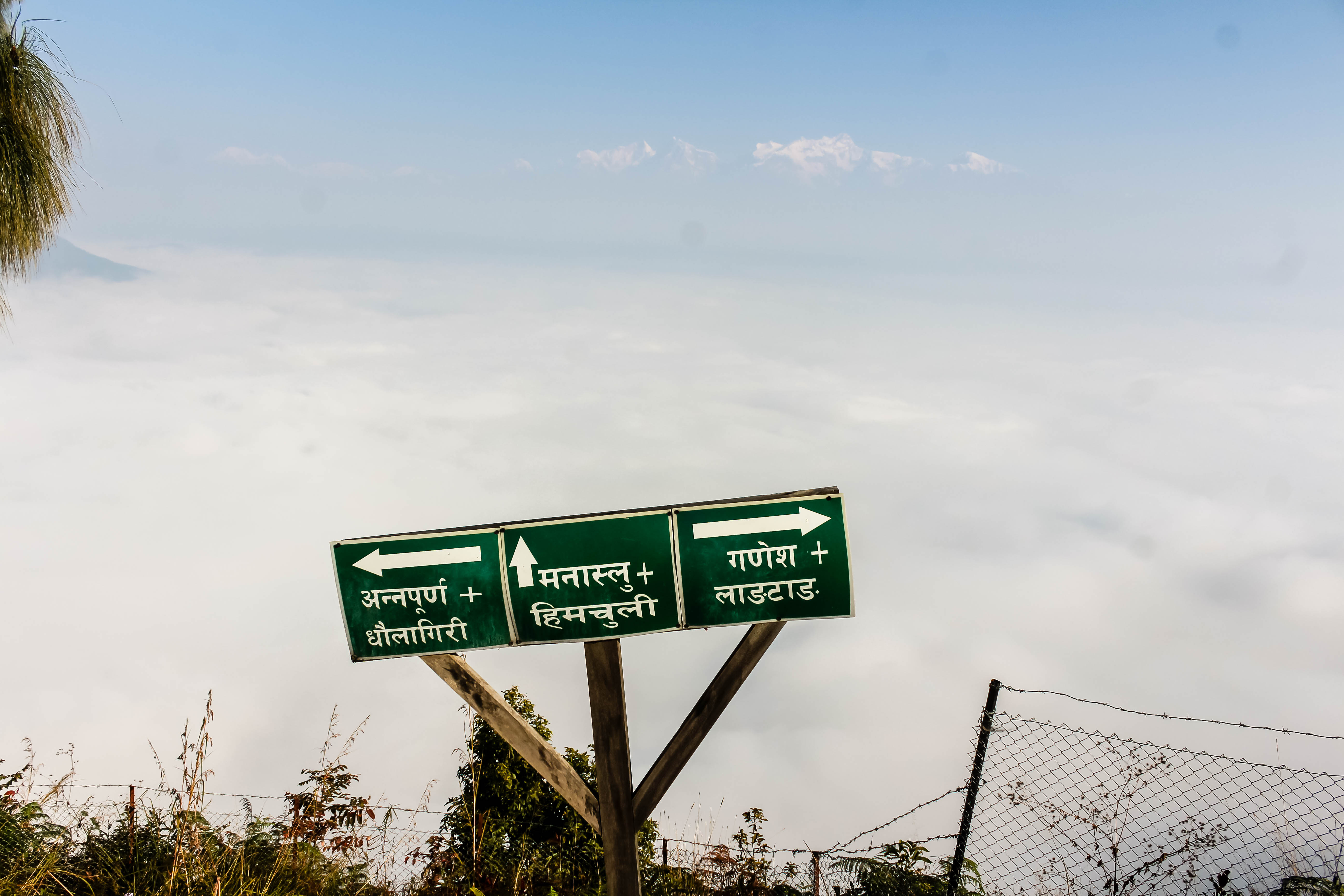
Vägskylt med devanāgarīsk skrift på newari.